# Walter Requardt
Walter Requardt (* 6. März 1903 in Bielefeld; † 23. November 1993 ebenda) war ein deutscher Lehrer, Germanist und Schriftsteller.

## Leben
Als Sohn eines Postassistenten geboren, besuchte Requardt 1917 die Präparandenanstalt in Bielefeld-Schildesche und von 1920 bis 1923 das staatliche evangelische Lehrerseminar in Gütersloh, das er mit der Ersten Lehrerprüfung abschloss. In den 1920er Jahren gehörte er dem Wandervogel an. Von 1923 bis 1925 war er als Angestellter in einem Bielefelder Büro tätig. In der gleichen Zeit war er Organist an der Johanniskirche in Bielefeld.
Ab 1925 studierte er Germanistik und Geschichte in Berlin. Er holte in Folge seine Reifeprüfung und Abitur nach, so dass er weiter studieren konnte. Ab 1927 war er drei Semester in Heidelberg eingeschrieben, wo er 1927 Mitglied der Burschenschaft Frankonia wurde. 1929 machte er in Berlin sein Graecum, um mit seiner Dissertation beginnen zu können. Als Student veröffentlichte er 1931 eine dreibändige Gerhart Hauptmann-Bibliographie, wodurch eine lebenslange Freundschaft mit Gerhart Hauptmann entstand.
1934 ging er in den Schuldienst und arbeitete in mehreren Orten in der Mark Brandenburg, um schließlich in Woltersdorf (bei Berlin) sein Zweites Staatsexamen ablegen zu können. Im Frühjahr 1937 wurde die Versetzung von Requardt wegen "Verkennung der Lage" gefordert. Der Ortsgruppenleiter der NSDAP und der Bürgermeister forderten seine Versetzung, die nur durch eine Intervention des Regierungspräsidenten verhindert wurde. Am 1. Mai 1937 wurde er Mitglied der NSDAP (Mitgliedsnummer 4.883.365). Im Zweiten Weltkrieg war er als Soldat und Offizier an der Ostfront. 1943 wurde er schwer verwundet, von 1945 bis 1947 befand er sich in französischer Kriegsgefangenschaft. In dieser Zeit war er als Dozent an der Lagerhochschule im Offiziers-Gefangenenlager Baccarat tätig.
1948 wurde er Rektor der Melanchthonschule in Bielefeld. Er gründete 1950 für diese ein Schullandheim auf Spiekeroog, was 1972 nach ihm benannt wurde. 1950 machte er in Bielefeld sein Realschullehrerexamen und wurde 1951 in Hamburg zum Dr. phil. promoviert. In der Zeit von 1948 bis 1960 veranstaltete er zahlreiche Schul- und Kirchenkonzerte. Von 1960 bis 1968 war er als Schulrat im Schulaufsichtsdienst in Recklinghausen tätig. Danach war er Lehrer an einer Berufsschule und an einem Fachgymnasium.

## Ehrungen
- Eisernes Kreuz I. und II. Klasse
- Kriegsverdienstkreuz
- 1972: Walter-Requardt-Heim Spiekeroog
- 1977: Bundesverdienstkreuz 1. Klasse und am Bande
- Silberne und Goldene Ehrenplakette des Deutsch-Paritätischen Wohlfahrtsverbandes

## Veröffentlichungen (Auswahl)
- Gerhart Hauptmann. Bibliographie. 3 Bände. Berlin 1931.
- Erkner im Leben und Werk Gerhart Hauptmanns unter besonderer Berücksichtigung der Novelle „Fasching“. Dissertation. Universität Hamburg, 1951.
- mit Martin Machatzke: Gerhart Hauptmann und Erkner: Studien zum Berliner Frühwerk (= Veröffentlichungen der Gerhart-Hauptmann-Gesellschaft. Band 1). Berlin 1980.